# Фосфид магния
Фосфид магния — бинарное неорганическое соединение магния и фосфора с формулой Mg3P2. Ярко-жёлтые кубические кристаллы.

## Получение
- Непосредственно из элементов, нагревая красный фосфор и магний в токе водорода:

{\displaystyle {\mathsf {3\ Mg+2\ P\ {\xrightarrow {\tau ^{o}C}}\ Mg_{3}P_{2}}}}
- Сжигая смесь магния и фосфата кальция:

{\displaystyle {\mathsf {8\ Mg+Ca_{3}(PO_{4})_{2}\ {\xrightarrow {\tau ^{o}C}}\ Mg_{3}P_{2}+3\ CaO+5\ MgO}}}

## Физические свойства
Фосфид магния образует ярко-жёлтые кубические кристаллы кубические сингонии, пространственная группа I a3, параметры ячейки a = 1,201 нм, Z = 16.
Термически устойчив, плавится при высокой температуре.

## Химические свойства
- Разлагается водой с выделением фосфина:

{\displaystyle {\mathsf {Mg_{3}P_{2}+6\ H_{2}O\ {\xrightarrow {\ }}\ 3\ Mg(OH)_{2}+2\ PH_{3}\uparrow }}}

## Применение
Фосфид магния используется как фумигант (за счёт выделяемого во влажном воздухе фосфина).